# Прейкшас, Казис Казевич
Казис Казевич Прейкшас (лит. Kazys Preikšas; 1903 — 1961) — советский, литовский государственный и партийный деятель, дипломат.

## Биография
Член Коммунистической партии Литвы.
С 15 августа 1940 года по 16 февраля 1954 года — член Бюро ЦК КП(б) — КП Литвы.
С 15 августа 1940 года по 25 ноября 1948 года — секретарь ЦК КП(б) Литвы по пропаганде.
В 1948—1960 годах — заместитель председателя Совета Министров Литовской ССР.
В 1959—1961 годах — министр иностранных дел Литовской ССР.